# St. Peter und Paul (Rögling)

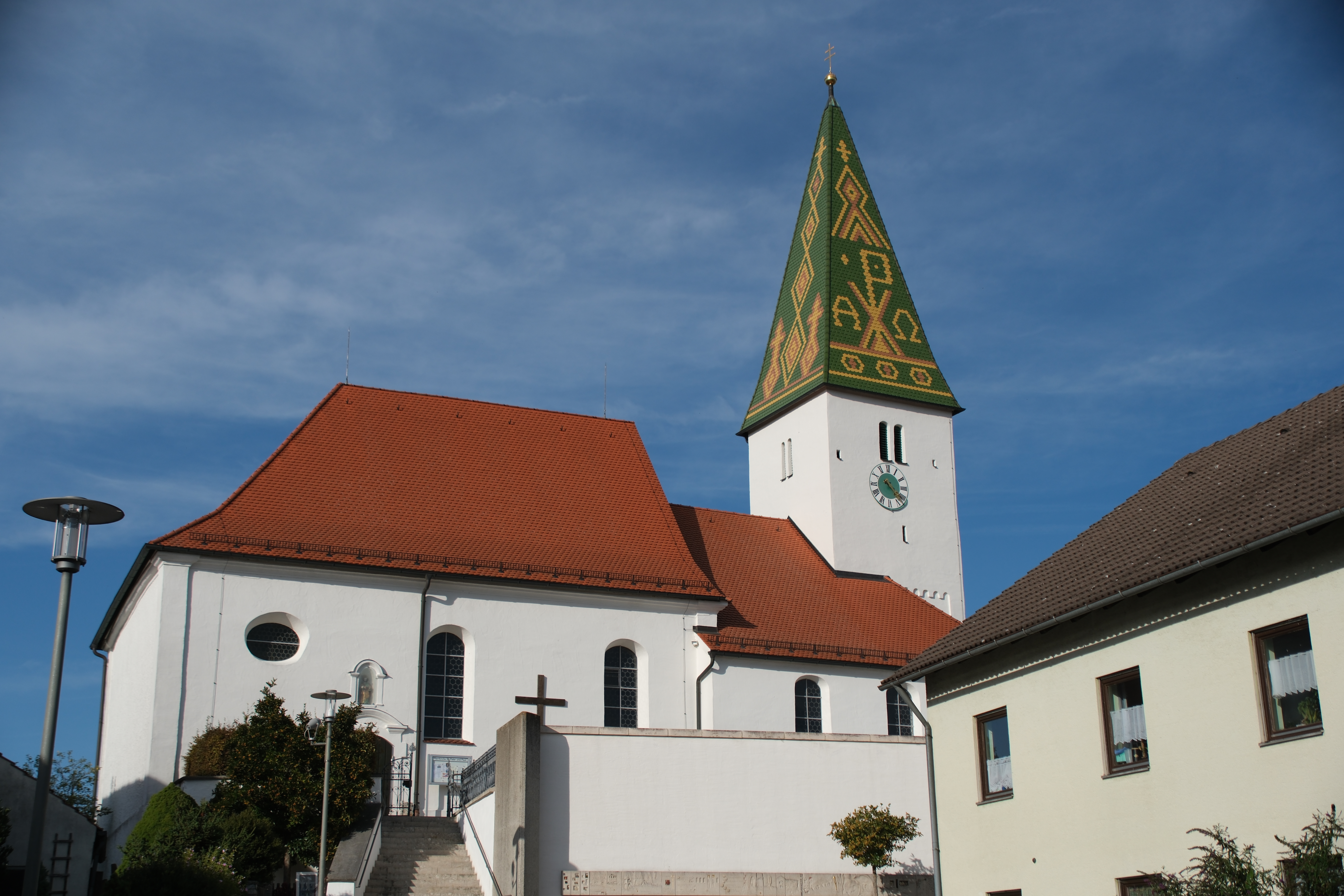
St. Peter und Paul in Rögling

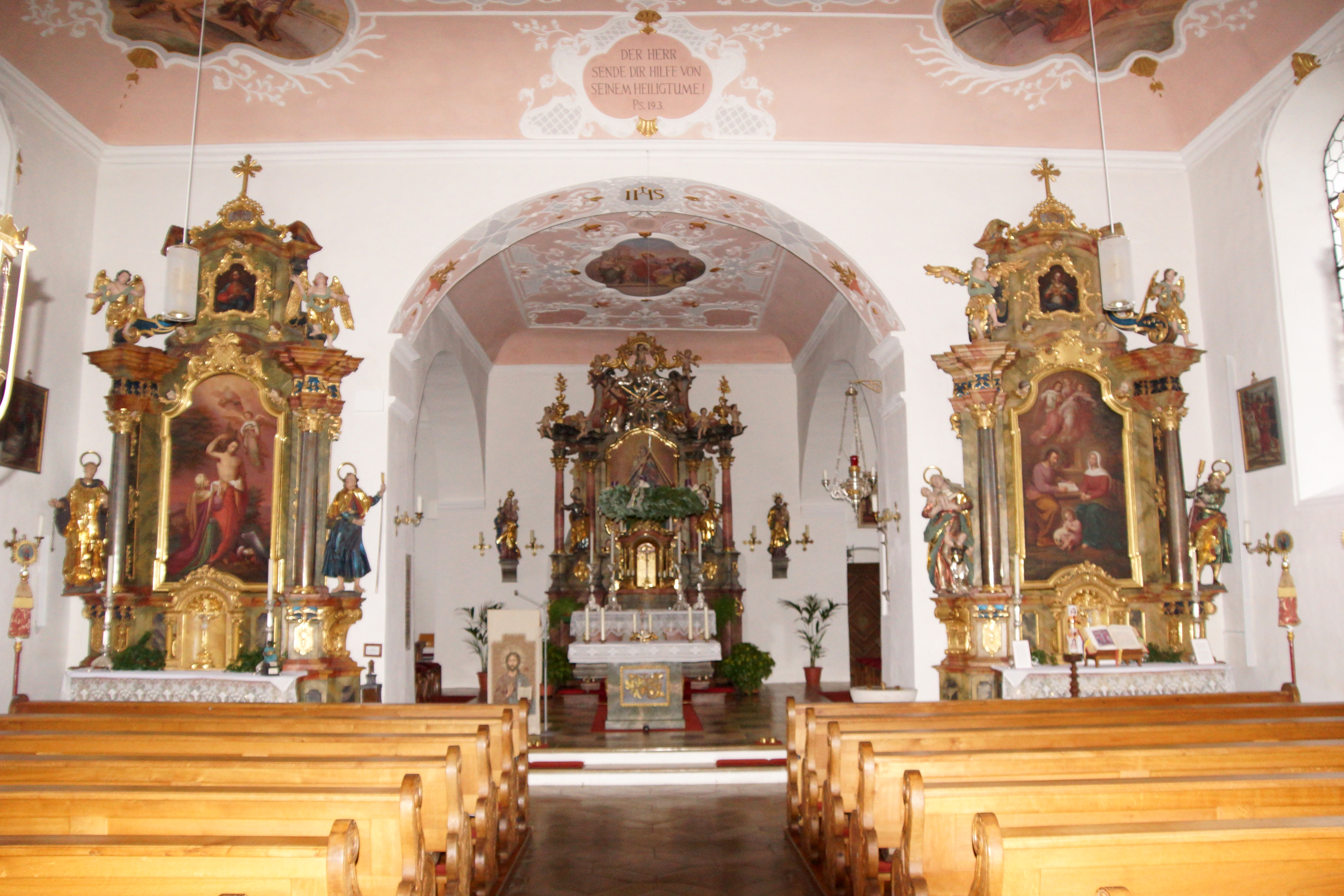
Innenraum

Die römisch-katholische Pfarrkirche St. Peter und Paul steht in Rögling, einer Gemeinde im schwäbischen Landkreis Donau-Ries von Bayern. Das Bauwerk ist in der Liste der Baudenkmäler in Rögling als Baudenkmal unter der Nr. D-7-79-206-1 eingetragen. Die Pfarrei gehört zum Dekanat Weißenburg-Wemding des Bistums Eichstätt.

## Beschreibung
Der Kirchturm der Saalkirche wurde 1727 beim Wiederaufbau nach einem Brand oberhalb des Bogenfrieses um ein Geschoss, das die Turmuhr und den Glockenstuhl beherbergt, aufgestockt und mit einem Pyramidendach mit farbigen Dachziegeln bedeckt. Das Langhaus wurde 1733 nach Westen angefügt. Der eingezogene Chor im Osten wurde 1775 nach Norden und 1894 nach Süden durch Anbauten verbreitert, in denen sich Kapellen befinden, die durch Arkaden zum Chor geöffnet sind. Der Innenraum ist mit einer Flachdecke überspannt. Die Deckenmalereien wurden 1894 von Georg Lang gestaltet. Ein Sakramentshaus wurde 1525 in der Werkstatt von Loy Hering gebaut.

## Orgel

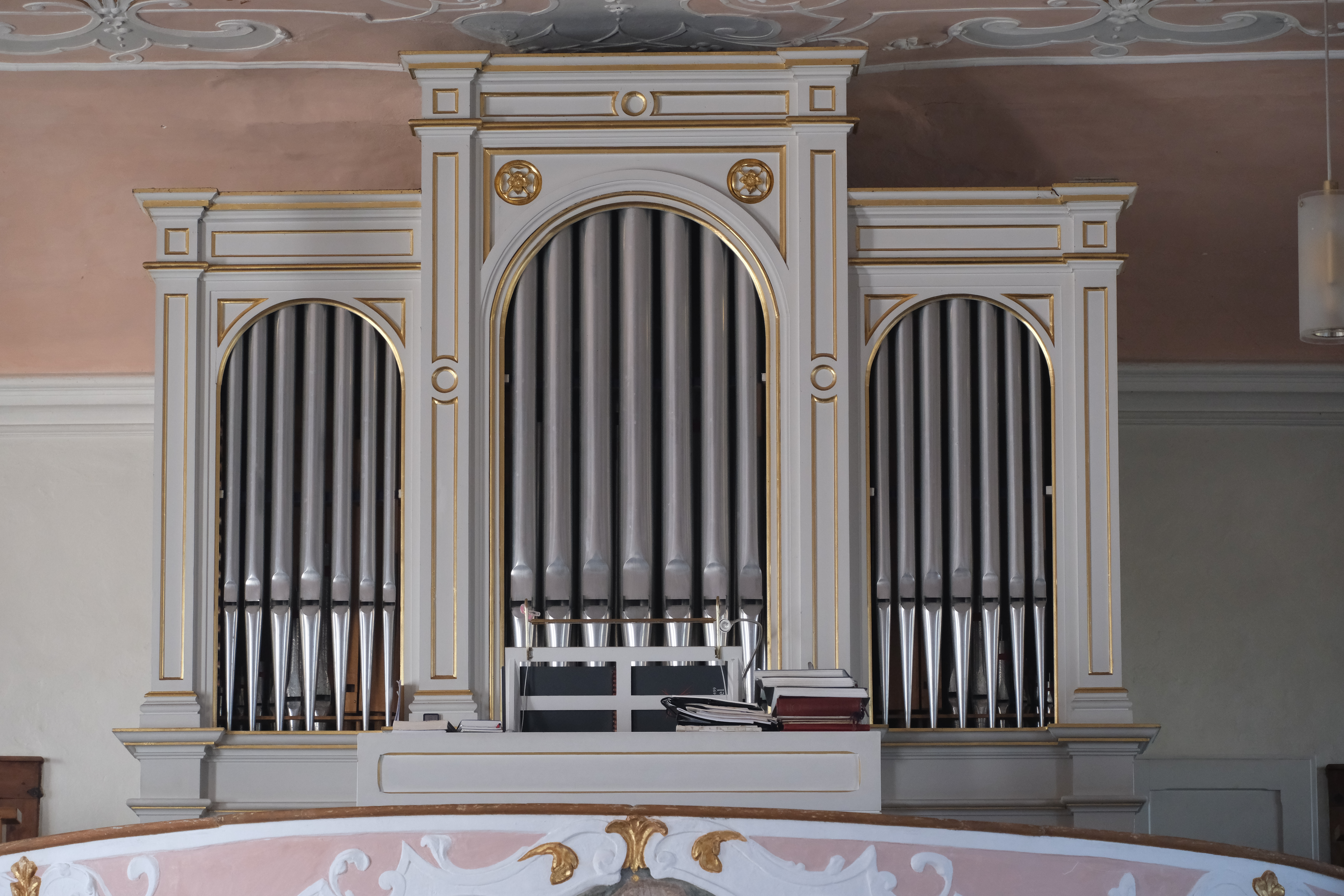
Blick auf den historistischen Orgelprospekt von W. Sieber 1886

Die Orgel mit ihrem historistischen Prospekt wurde 1886 von Wilhelm Sieber aus Holzkirchen im Ries (heute Ortsteil von Wechingen) erbaut (I/P/10). Die Disposition lautete:
| Manual C–f3 |                |       |
| 1.          | Bourdon        | 16′   |
| 2.          | Gedeckt        | 08′   |
| 3.          | Principal      | 08′   |
| 4.          | Viola di Gamba | 08′   |
| 5.          | Salicional     | 08′   |
| 6.          | Octav          | 04′   |
| 7.          | Flöte          | 04′   |
| 8.          | Mixtur         | 2 ⁄3′ |

| Pedal C–d1 |        |     |
| 9.         | Subbaß | 16′ |
| 10.        | Violon | 08′ |

- Koppeln: M/P
- Spielhilfen: „Retrograd“ (Registerrückführung), Forte, Tutti
- Traktur: mechanische Spiel- und Registertraktur, Kegelladen

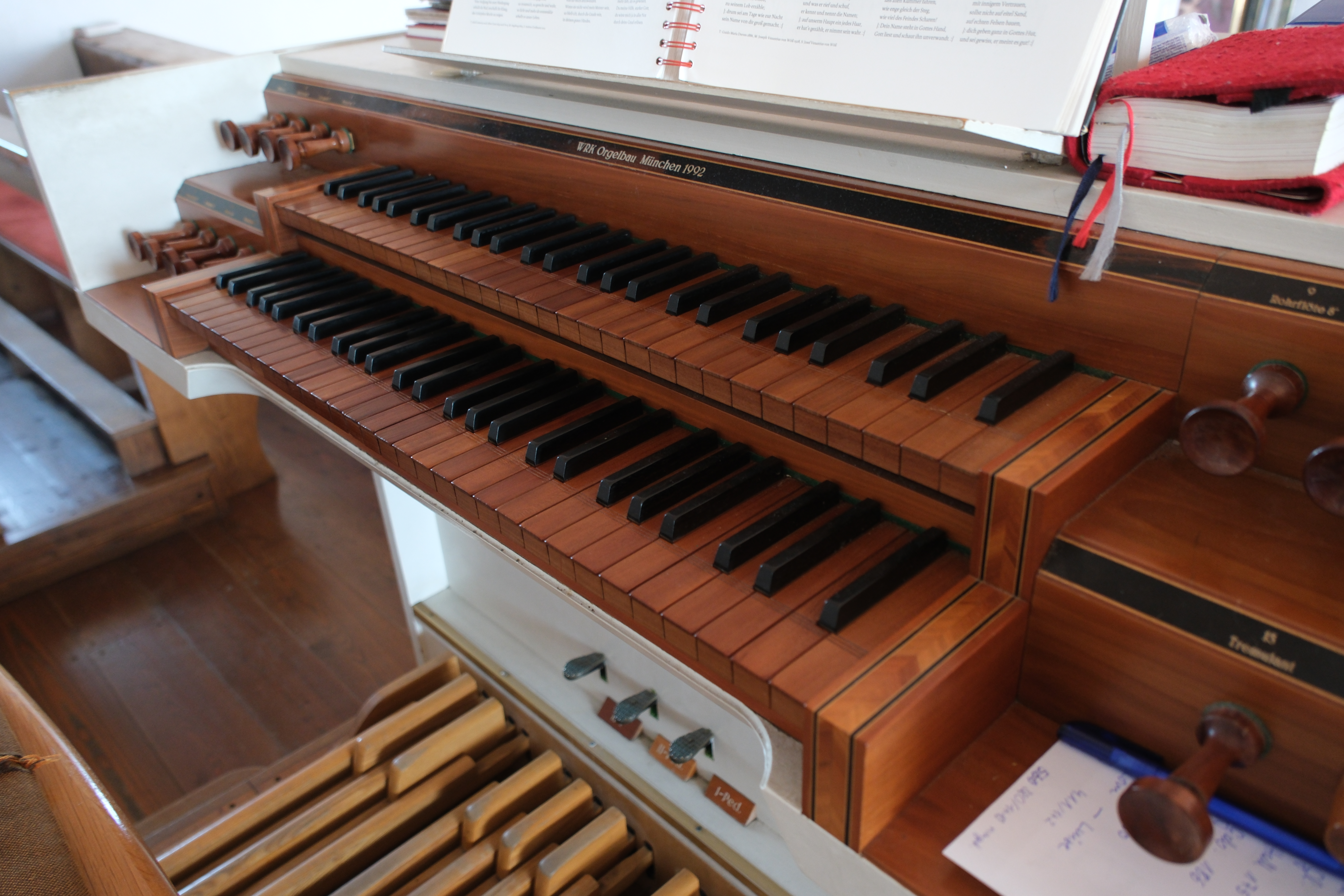
Spieltisch von 1992

1992 erfolgte ein Orgelneubau im historischen Gehäuse durch WRK Orgelbau aus München. Die Disposition lautet:
| I Hauptwerk C–g3 |            |       |
| 1.               | Principal  | 8′    |
| 2.               | Gedackt    | 8′    |
| 3.               | Salicional | 8′    |
| 4.               | Oktave     | 4′    |
| 5.               | Waldflöte  | 2′    |
| 6.               | Mixtur     | 1 ⁄3′ |

| II Positiv C–g3 |            |       |
| 7.              | Rohrflöte  | 8′    |
| 8.              | Blockflöte | 4′    |
| 9.              | Prinzipal  | 2′    |
| 10.             | Quinte     | 1 ⁄3′ |
|                 | Tremulant  |       |

| Pedal C–f1 |            |     |
| 11.        | Subbaß     | 16′ |
| 12.        | Gedecktbaß | 08′ |

- Koppeln: II/I, I/P, II/P
- Traktur: Schleifladen, vollmechanisch